# Великая ложа России
Великая ложа России (ВЛР) — масонская регулярная великая ложа в России. Великая ложа России была создана 24 июня 1995 года. Она стала первой национальной великой ложей, воссозданной после запрета масонства и официального закрытия всех масонских организаций России в 1822 году.
Великая ложа России является неотъемлемой частью наиболее представленного масонского направления в мире — регулярного масонства, и имеет взаимное признание с Объединённой великой ложей Англии (с 1996 года) и более чем 100 великими ложами в мире.

## История

### Первые регулярные ложи в России
В 1992—1993 годах на территории России Великой национальной ложей Франции были созданы ложи: «Гармония» (Москва), «Лотос» (Москва), «Новая Астрея» (Санкт-Петербург), «Гамаюн» (Воронеж).
- 14 января 1992 года в Париже была учреждена ложа «Гармония». Ложа была создана из братьев, прошедших регуляризацию[5] в ложе «Астрея» № 100 ВНЛФ[2].
- 24 июня 1993 года в Санкт-Петербурге была учреждена ложа «Новая Астрея».
- 24 июня 1993 года в Санкт-Петербурге была учреждена воронежская ложа «Гамаюн».
- 12 октября 1993 года в Москве была учреждена ложа «Лотос»[2][6].

### Учреждение Великой ложи России
Великая ложа России была учреждена на своей первой ассамблее — 24 июня 1995 года, в Москве. Учредителями Великой ложи России выступили Великая национальная ложа Франции, ставшая для неё материнской, и четыре ложи ранее созданные ею на территории России («Гармония», «Лотос», «Новая Астрея», «Гамаюн»), которые и вошли в состав ВЛР в ходе учреждения. Первым великим мастером Великой ложи России был избран Георгий Борисович Дергачёв.

## Великая ложа России сегодня
30 июня 2007 года, был избран и вступил в должность великого мастера Великой ложи России Андрей Богданов. При избрании и вступлении в должность присутствовали руководители старейшей в мире Объединённой великой ложи Англии и американских великих лож. Великая ложа России, возглавляемая Андреем Богдановым, признается комиссией по признанию «Конференции великих лож (великих мастеров) Северной Америки» соответствующей «стандартам признания». В 2010 году, согласно конституции и генеральному регламенту ВЛР, Андрей Богданов был вновь избран на должность великого мастера, на 5 лет, до 2015 года.
28 марта 2015 года, на ассамблее Великой ложи России, Андрей Богданов был переизбран на должность великого мастера. Согласно генеральному регламенту Великой ложи России Андрей Богданов будет занимать должность великого мастера 5 лет, до 2020 года. В работе ассамблеи приняло участие около 300 масонов. В речи великого мастера было анонсировано дальнейшее развитие регулярного масонства на все федеральные округа России..
На 2 июля 2018 года численность ВЛР составляет около 700 масонов, объединённых в 33 действующих лож. Действующий великий мастер ВЛР — Андрей Богданов.

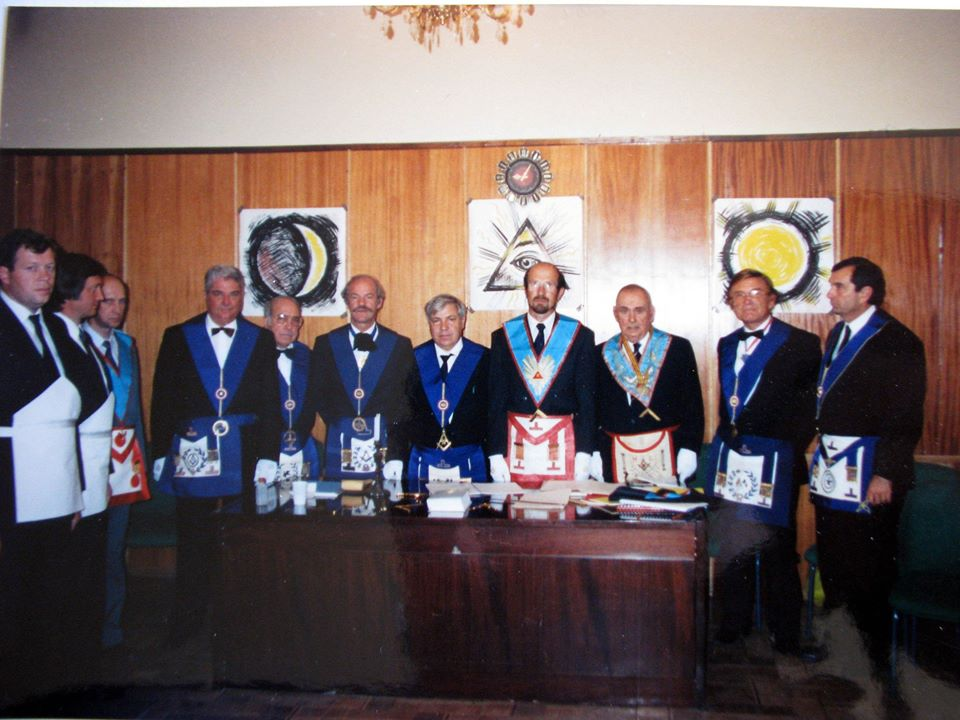
Первые работы ложи «Гармония» № 698 ВНЛФ в Москве, 7 сентября 1992 года
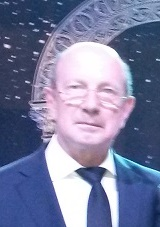
Первый великий мастер ВЛР — Георгий Дергачёв
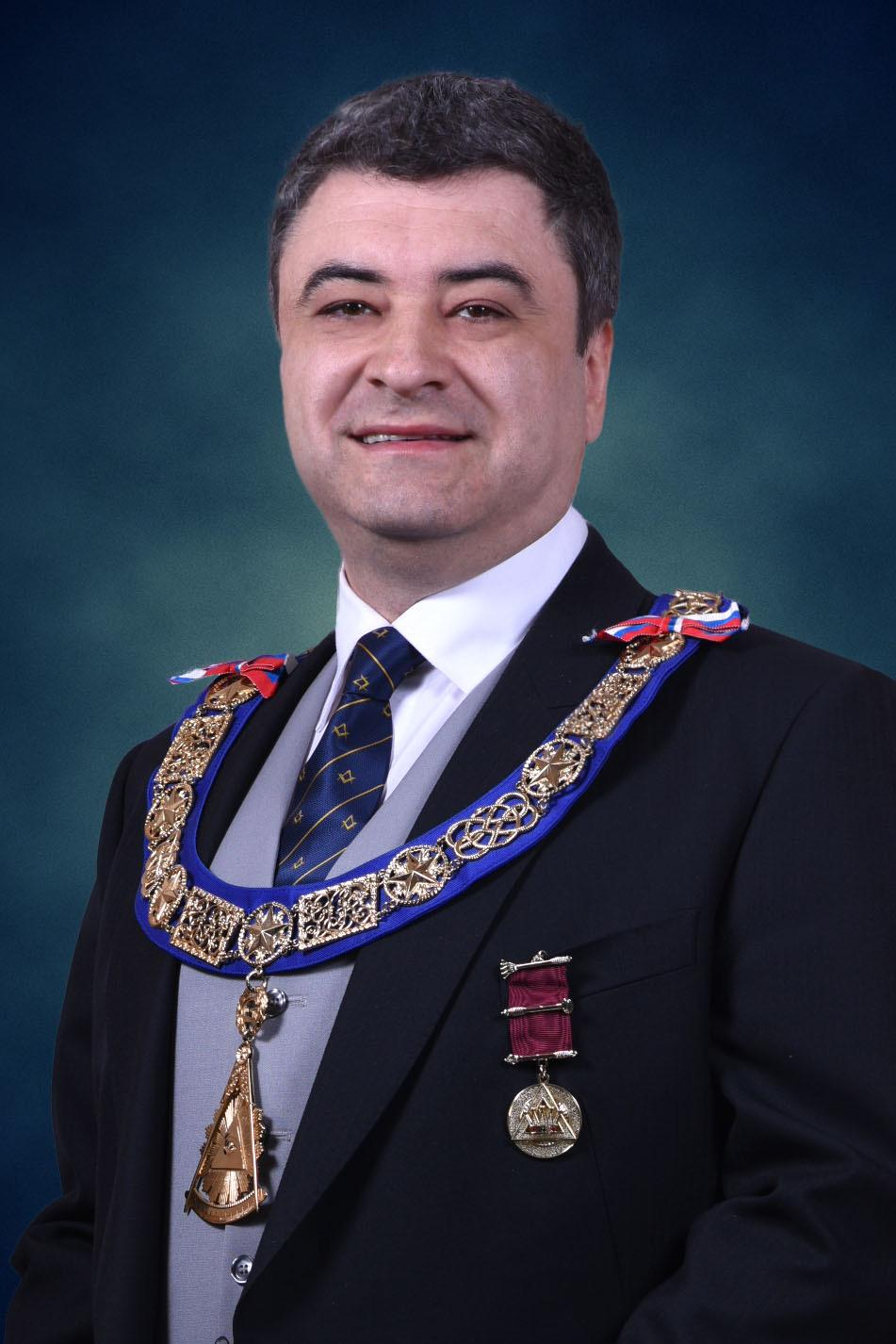
Великий Мастер ВЛР - Андрей Богданов
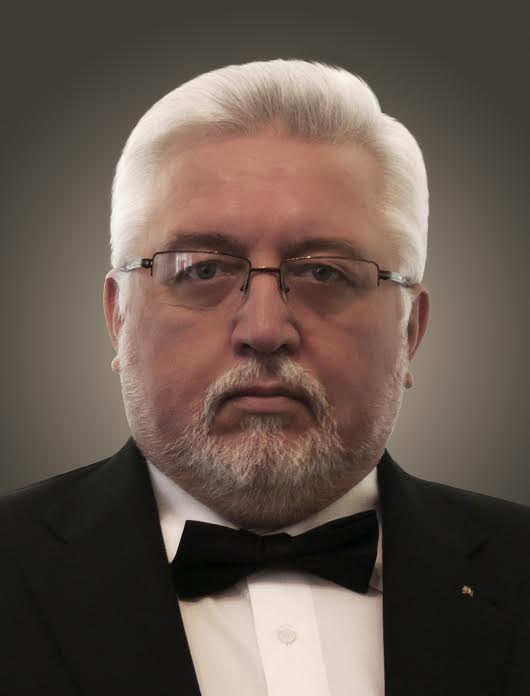
Заместитель великого мастера ВЛР — Виктор Белявский

## Ложи ВЛР
- № 1 «Гармония», Москва (вошла в ВЛР при учреждении);
- № 2/10 «Лотос»/«Братская любовь», Москва (объединены в 2010 году)[1];
- № 3 «Астрея», Санкт-Петербург (вошла в ВЛР при учреждении);
- № 4 «Гамаюн», Воронеж (вошла в ВЛР при учреждении, в настоящее время работы приостановлены по решению Великого Мастера);
- № 5 «Аврора», Москва (англоязычная ложа, создана 23 июня 1996 г., распущена в сентябре 2007, открыта в начале 2009);
- № 6 «Полярная звезда», Москва, (создана 12 июня 1994 г. в Архангельске ВВФ, 18 октября 1997 г.);
- № 7 «Юпитер», Москва (создана 19 ноября 1997 г. в Звенигороде);
- № 8 «Четверо коронованных», Москва (исследовательская ложа, создана 12 июня 1998 г.)[9];
- № 9 «Северное сияние», Москва (создана 28 ноября 1998 г.);
- № 11 «Александр Сергеевич Пушкин», Москва (создана 12 июня 1999 г.);
- № 12 «Тихоокеанское побережье», Владивосток (создана в середине октября 2000 г.);
- № 14 «Фёдор Волков», Ярославль (создана в январе 2001 г.);
- № 15 «Орион», Москва (создана 8 февраля 2001 г., усыплена 10 ноября 2010 года, пробуждена 20 апреля 2014 года);
- № 16 «Феникс», Москва (создана 1 марта 2001 г.);
- № 17 «Изида и Озирис», Москва (создана 26 марта 2001 г.);
- № 19 «Северные братья», Мурманск (создана 23 февраля 2002 г.);
- № 20 «Доблесть», Москва (создана Великой ложей Молдовы, перешла под юрисдикцию ВЛР 15 июня 2002 г.);
- № 21 «Созвездие», Москва (создана Великой ложей Молдовы, перешла под юрисдикцию ВЛР 15 июня 2002 г.);
- № 22 «Под тремя коронами», Калининград (создана 30 июня 2002 г.);
- № 23 «Альфа и Омега», Минск (создана в Новосибирске 12 июля 2002 г., работы приостановлены в октябре 2010 года, возобновлены работы в Минске 3 сентября 2016 года);
- № 25 «Белый рыцарь», Минск (создана в Москве 4 июня 2004 года, усыплена 10 ноября 2010 года, пробуждена в Москве 12 сентября 2015 года)[10];
- № 26 «Треугольник Хирама», Москва (создана 26 июня 2005 г. итальянскими, российскими и американскими братьями для совместных работ);
- № 27 «Цитадель», Москва (создана 27 мая 2006 г.);
- № 28 «Святой грааль», Воронеж (создана 5 января 2007 г. воронежскими братьями для работ по Обряду Циннендорфа в 1-3 степенях)[2][6];
- № 29 «Акация», Сочи (создана 18 апреля 2008 г.);
- № 30 «Форпост», Магнитогорск (создана 17 мая 2008 г.)[6];
- № 31 «Каменный пояс», Екатеринбург (создана 6 июня 2009 г.);
- № 32 «Франция», Москва (создана 29 октября 2009 г., работы проводятся по Французскому обряду);
- № 33 «Муз», Санкт-Петербург (основана в 1770 году И. П. Елагиным, воссоздана 6 марта 2010 года);
- № 34 «Совершенное согласие», Москва (франкофонная ложа, работает по Французскому обряду. Создана 27 ноября 2010 г. в Санкт-Петербурге);
- № 35 «Дельта», Краснодар (создана 6 марта 2011 г.);
- № 36 «Фёдор Ушаков», Саранск (создана 12 марта 2011 г.);
- № 37 «Клио», Москва (создана 9 апреля 2011 г., путешествующая);
- № 38 «Два орла», Минск (основана в 1770 году, воссоздана 16 декабря 2012 г. в Москве);
- № 39 «Святой Давид — строитель», Тбилиси;
- № 41 «Святая Тамара», Тбилиси;
- № 42 «Арарагат», Москва (создана 5 июля 2013 г., работает по Обряду Эмулейшн);
- № 43 «Павел Павлович Демидов», Екатеринбург (создана 27 сентября 2013 г.);
- № 44 «Золотой ключ», Пермь (основана 24 июня 1783 г.[11], воссоздана 29 сентября 2013 г.);
- № 45 «А. С. Грибоедов», Санкт-Петербург (создана 22 апреля 2014 г.);
- № 46 «Череп и крест», Нижний Новгород (создана 27 сентября 2014 г.);
- № 47 «Братская цепь», Челябинск (создана 25 октября 2014 г. в Екатеринбурге для работы в Челябинске);
- № 48 «Георгий V Блистательный», Тбилиси, 2015 год[12]
- № 49 «Джузеппе Гарибальди», Москва (создана 8 мая 2015 г., работает по Восточному обряду);
- № 50 «Шипка», Москва (создана 28 февраля 2015 года для работ болгарских братьев)[1];

В некоторых городах открыты две ложи или планируется открытие второй. Вторая ложа была открыта в Екатеринбурге, в Санкт-Петербурге и Минске по три ложи в каждом городе. В Москве проводят свои работы 16 лож.

### Ложи, перешедшие к другим великим ложам
- «Сер» (№ 18) создана в Москве 4 декабря 2001 года (перешла под юрисдикцию Великой ложи Армении 30 июля 2002 года при её создании);
- «Дружба» (№ 24) создана в Москве 3 июля 2003 года, как путешествующая ложа для азербайджанцев (8 декабря 2008 года перешла под юрисдикцию Великой национальной ложи Азербайджана при её создании);
- «Святой Давид — строитель» (№ 39), грузинская ложа, создана в Москве в начале февраля 2013 года (14 марта 2015 года перешла под юрисдикцию Великой ложи Грузии при её создании)[13];
- «Святая Тамара» (№ 41), создана в Тбилиси в начале февраля 2013 года (14 марта 2015 года перешла под юрисдикцию Великой ложи Грузии при её создании)[13].
- «Георгий V блистательный» (№ 48), создана 14 марта 2015 года в Тбилиси (14 марта 2015 года перешла под юрисдикцию Великой ложи Грузии при её создании)[1][13].
- «Алихан Бокейханов» (№ 51), создана 19 сентября 2015 года в Алма-Ате (12 ноября 2016 года перешла под юрисдикцию Великой ложи Казахстана при её создании);
- «Свет Востока» (№ 52), создана 14 мая 2016 года в Алма-Ате (12 ноября 2016 года перешла под юрисдикцию Великой ложи Казахстана при её создании);
- «United Nomadic Brothers» (№ 55), создана 17 сентября 2016 года в Алма-Ате (12 ноября 2016 года перешла под юрисдикцию Великой ложи Казахстана при её создании).

### Создание дистриктов и великих лож
В начале 2013 года ВЛР учредила Дистрикт «Кавказ», в который входили две ложи в Грузии и одна в Абхазии.
14 марта 2015 года из лож Дистрикта «Кавказ», и при непосредственном участии Великой ложи России, на востоке Тбилиси, была создана Великая ложа Грузии — первая в истории национальная грузинская великая ложа. Таким образом, Великая ложа России стала материнской для Великой ложи Грузии.

## Обряды Великой ложи России (1-3 градусы)
- Древний и принятый шотландский
- Французский
- Эмулейшн
- Восточный
- С 2009 по 2010 годы ложа «Святой Грааль» работала по обряду Циннендорфа[1];

### Организации дополнительных степеней
В указанные ниже организации и уставы допускаются только члены лож Великой ложи России:
- Верховный совет России ДПШУ (4°—33°);
- Державное российское святилище ВМО ДИУММ (4°—97°);
- Всеобщий великий капитул Французского устава (1—5 орден)[14];
- Капитул королевской арки «St. Cecilia» № 6190[15].